# Skelmorlie
Skelmorile je sjeverno odmaralište u North Ayrshire, Škotska. Ovaj 500 godina stari grad nekoć je bio odmaralište mogih glasgovskih baruna. Današnja populacija mu je oko 1800 stanovnika.